# Filialbank
Filialbanken sind Kreditinstitute, die ein eigenes Filialnetz  unterhalten. Gegensatz zu ihnen sind die Direktbanken.

## Allgemeines
Filialen, Zweigstellen oder Niederlassungen sind vom Sitz örtlich getrennte, rechtlich und wirtschaftlich jedoch unselbständige Vermögensbestandteile eines Unternehmens. Filiale ist mithin die einer Zentrale untergeordnete Bankstelle, die eine organisatorisch selbständige Einheit darstellt sowie eine Mindest-Betriebsgröße erreicht. Die Überlegung, nicht lediglich einen Unternehmensstandort am Sitz des Unternehmens zu unterhalten, ergab sich für Unternehmen aller Wirtschaftszweige aus der Marketingstrategie, durch Kundennähe am Wohnort der Kunden präsent zu sein. Ihr Zweck besteht in der Verbesserung der Kundenreichweite. Die Kundenreichweite in Bezug auf Vertriebslinie und Zielgruppe gibt Aufschluss darüber, wie viele potenzielle Kunden tatsächlich von einer Filiale erreicht werden können:
{\displaystyle {\text{Kundenreichweite}}={\frac {\text{Anzahl vorhandener Kunden}}{\text{Anzahl möglicher Kunden}}}}.
Bei der Standortwahl für eine Filiale ist die Anzahl möglicher Kunden (Kundenpotenzial, Marktpotenzial) das wichtigste Untersuchungskriterium.

## Arten
Die regional verankerten Filialbanken, insbesondere Sparkassen und Genossenschaftsbanken, decken eine oder mehrere Regionen eines Staates ab. International agierende Banken verfügen über Filialen oder Niederlassungen mindestens an Finanzplätzen im Ausland. In Deutschland kann man nach der Personalbesetzung zwischen „Ein-Mann-Filialen“ und Filialen mit mehreren Mitarbeitern unterscheiden. Eine weitere Unterscheidung betrifft die Kompetenzregelung in Filialen, je nachdem, ob in einer Filiale Kompetenzen vorhanden sind oder nicht. Stationäre Bankfilialen sind in Gebäuden untergebracht, fahrbare Zweigstellen sind mobil und bedienen ländlich strukturschwache Gebiete.

## Geschichte
Der Begriff Filiale fokussierte sich seit dem späteren 19. Jahrhundert vom kirchlichen Bereich (Filialkirche) auf den kaufmännischen Bereich als Nebenstelle, Zweigstelle einer Ladenkette oder einer Bank oder Versicherung. Eine der ersten Filialbanken war die am 7. Januar 1817 in Philadelphia gegründete Second Bank of the United States, die im Jahre 1832 insgesamt 25 Filialen in den USA unterhielt.
Im Jahre 1837 war von mehreren Einwohnern der Stadt Flensburg ein Gesuch um Anlegung einer Filialbank in dieser Stadt bei der Direktion der Nationalbank eingereicht worden. Erst am 23. Februar 1844 erteilte die Staatsregierung ein „Patent betr. die Errichtung einer Filialbank in Flensburg mit der Befugnis zur Anlegung eines derselben untergeordneten Comtoirs in Rendsburg…“. Am 13. März 1846 erhielt die Deutsche Bank in Dessau die Konzession für das Bankgeschäft, wobei sie ihren „Wirkungskreis möglichst über ganz Deutschland auszubreiten“ hatte. Bereits am 15. Juni 1846 stand widersprüchlich in der Allgemeinen Preußischen Zeitung, dass es dem Institut nicht gestattet sei, Filialbanken und Agenturen innerhalb des preußischen Staats zu errichten. Die Filialisierung der deutschen Großbanken war insgesamt jedoch nicht mehr aufzuhalten. Es gab seit 1851 vier große Berliner Filialbanken, die neben der Deutschen Bank aus Dresdner Bank, Commerzbank und Disconto-Gesellschaft bestanden.
In der Schweiz bestimmte das „Reglement über die Kantonalbank“ vom 12. November 1846 in § 3, dass die Berner Kantonalbank ihren Sitz in der Hauptstadt habe, über die „allfällige Aufstellung von Filialbanken auf dem Gebiete des Kantons entscheidet der Große Rat“.
Die Berliner Großbanken gründeten erst nach 1914 in verstärktem Maße Filialen. Der eigentliche Ausbau des Filialnetzes der Großbanken – also die Zeit, in der sie Filialbanken wurden – begann erst nach 1914 und dauerte bis etwa 1926. In diesem Zeitraum übernahmen sie die mit ihnen durch Interessengemeinschaften verbundenen Provinzialbanken und wandelten deren Filialen in eigene um. Das Kreditwesengesetz (KWG) vom Dezember 1934 führte angesichts des überbesetzten Bankwesens der Weimarer Republik mit den §§ 3 Abs. 1 und Abs. 2, § 4 Abs. 1b KWG 1934 eine Bedürfnisprüfung für die Errichtung von Bankfilialen ein, wonach die Überprüfung des örtlichen Bedarfs für eine Bankfiliale durch die Bankenaufsicht vorgesehen war. Die Bedürfnisprüfung wurde als geeignetes Mittel angesehen, um den Kreditapparat gesund zu erhalten und das wirtschaftliche Gefüge vor Erschütterungen zu bewahren.

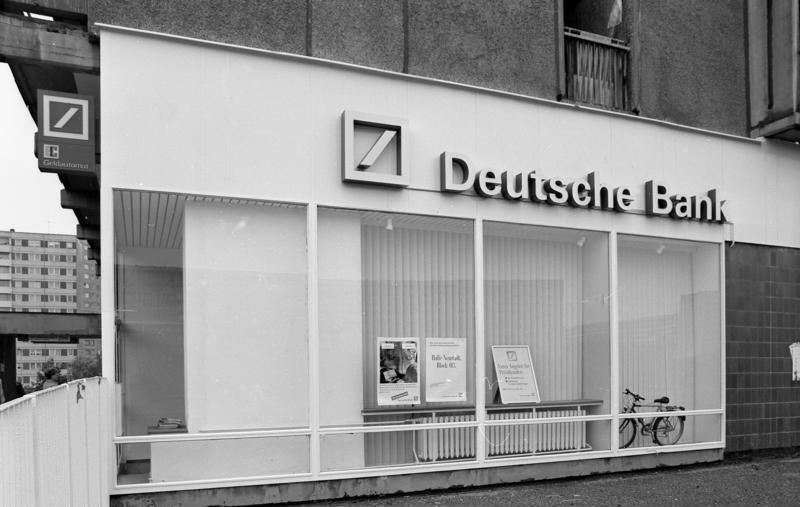
Bankfiliale der Deutschen Bank nach der Wende in Halle-Neustadt (August 1991)

Seit 1953 dokumentiert die jährlich erscheinende Bankstellenstatistik der Deutschen Bundesbank die Entwicklung des Bankgewerbes in Deutschland. Zusätzlich erscheint einmal jährlich ein Bericht über die Entwicklung des Bankstellennetzes. Wegen der Bedürfnisprüfung wurde die Erweiterung der Filialnetze eingeschränkt. Durch das „Apothekenurteil“ des BVerfG vom 11. Juni 1958 musste auch im Kreditwesen die Bedürfnisprüfung abgeschafft werden. Das Bundesverwaltungsgericht übernahm diese Vorgabe und schaffte die Konzessionspflicht im Juli 1958 auch für die Kreditwirtschaft ab. Im Fall ging es um die Eröffnung einer Zweigniederlassung einer Teilzahlungsbank in Ludwigshafen, die vom Bundesaufsichtsamt für das Kreditwesen durch Verfügungen vom 8. Juni und 30. Oktober 1953 abgelehnt worden war, weil kein örtliches und gesamtwirtschaftliches Bedürfnis anzuerkennen sei. Die Vorinstanz, das Oberverwaltungsgericht Rheinland-Pfalz, hatte noch argumentiert, dass eine zahlenmäßig unbeschrankte Zulassung von Haupt- und Zweigniederlassungen von Kreditinstituten die Währung und die Geld- und Kreditversorgung gefährde, denn eine Übersetzung des Kreditgewerbes führe zu einem verstärkten Konkurrenzkampf der Institute, einer unangemessenen Ausdehnung des Kreditvolumens, der Gefahr unvorsichtiger Geld- und Kreditmanipulationen, schließlich zum Zusammenbruch leistungsschwach gewordener Institute und damit zu einer Vertrauensstörung beim Publikum gegenüber dem staatlichen Geld- und Währungssystem. Dem hielt das BVerwG entgegen, dass neue Zweigniederlassungen nur dann errichtet werden, wenn die Unternehmer nach eingehender Prüfung der gesamtwirtschaftlichen Lage und der örtlichen Verhältnisse von der Rentabilität ihres Vorhabens überzeugt seien.
Fortan konnten Filialen nach rein betriebswirtschaftlichen Gesichtspunkten eröffnet werden. Zwischen 1957 und 1967 nahm die Zahl der Zweigstellen um 12.135 zu, der so genannten Extensivierungsphase des Mengengeschäfts. Die Auswirkungen der Verwaltungs- und Gebietsreform 1965 führen zu einer Intensivierungsphase des stationären Filialbetriebs vor allem bei Sparkassen. Die reformbedingten Sparkassenfusionen ließen den Entwicklungstrend der Filialen nahezu unberührt. Eine zweite Welle von Erweiterungen des Filialnetzes gab es in Deutschland ab 1967, auch wenn die Erfindung des Geldautomaten die wichtige Filialfunktion der Kassenhaltung weitgehend obsolet machte. Der erste Geldautomat wurde in Deutschland am 27. Mai 1968 von der Kreissparkasse Tübingen in Betrieb genommen.
Das Electronic Banking und die Zunahme der Direktbanken, und damit verbundenem Rückzug aus der Fläche, haben zu einer deutlichen Verringerung des Filialnetzes beigetragen, denn seit 1995 ist ein Rückgang von 47 % zu verzeichnen. Die Filialen haben den Spitzenplatz als häufigster Kundenkontaktpunkt an das Online-Banking abgetreten. Zwischen 2003 und 2013 ist eine weitere Verdünnung der Bankfilialen um 20 % eingetreten. Dabei schlossen die Großbanken mehr Filialen als die regional vertretenen Institute. Dem Bankstellenbericht 2014 der Deutschen Bundesbank zufolge verringerte sich die Gesamtzahl der Kreditinstitute in Deutschland (einschließlich der rechtlich unselbständigen Bausparkassen) im Laufe des Jahres 2014 von 2.029 um 1,9 % auf 1.990 Kreditinstitute (2012: 2.053 Institute, 2011: 2.080 Institute). Das größte Filialnetz unterhalten weiterhin die Sparkassen mit 11.951, gefolgt von den Genossenschaftsbanken mit 11.072 und den Großbanken mit 7.433 Filialen. Damit hat sich der seit Jahren anhaltende Konsolidierungsprozess gegenüber dem Vorjahr fortgesetzt. In den Jahren 2009 und 2010 belief sich der prozentuale Rückgang der Kreditinstitute in Deutschland auf 1,9 %. Innerhalb der letzten 20 Jahre reduzierte sich jedoch die Gesamtzahl um etwa 53 %. Dieser Trend dürfte auch wegen des zunehmenden Online-Bankings und des digitalen Vertriebs künftig anhalten.
Die meisten Filialen unterhielt im Jahre 2015 die Deutsche Bank (2790), gefolgt von der Commerzbank (1389), Postbank (1066), Unicredit Bank (581), Wüstenrot Bausparkasse (500), Targobank (364), Santander (324) und Kreissparkasse Köln (180).
Anzahl der Zweigstellen einschließlich Postbank
| 2014   | 2015   | 2016   | 2017   | 2018   | 2019   | 2020   | 2021   |
| ------ | ------ | ------ | ------ | ------ | ------ | ------ | ------ |
| 37.090 | 34.115 | 32.069 | 30.172 | 27.993 | 26.336 | 23.733 | 23.001 |

Seit 2014 reduzierten sich demnach die Filialen um jährlich mindestens 2000. Laut Statistik kommen in Ostdeutschland rund 3700 Einwohner auf eine Filiale, in Westdeutschland sind es nur 2500 Einwohner pro Filiale. Zudem besagt eine Studie der Kreditanstalt für Wiederaufbau, dass bundesweit bis zum Jahr 2035 rund 14.600 Filialbanken wegfallen.

## Bankbetriebliche Aspekte

### Rechtsfragen
Im Gegensatz zur früheren Genehmigungspflicht haben Kreditinstitute nunmehr jährlich die Anzahl ihrer inländischen Zweigstellen dem BaFin anzuzeigen (§ 24 Abs. 1a Nr. 4 KWG). Lediglich die Errichtung, Verlegung und Schließung einer Zweigstelle in einem Drittstaat außerhalb der EU-Mitgliedstaaten unterliegt nach § 24 Abs. 1 Nr. 6 KWG einer sofortigen Anzeigepflicht. Filialen ausländischer Banken im Inland sind dagegen nach § 53 Abs. 1 KWG weiterhin erlaubnispflichtig.

### Filialorganisation
Das Filialkonzept ist Teil der Aufbauorganisation eines Bankbetriebs. Es hat eine Dezentralisierung von Aufgaben, teilweise durch Delegation von Entscheidungskompetenzen (Kreditentscheidungen) in den Filialen zur Folge. Eher zentralistisch organisierte Banken hingegen betreiben ihr Filialsystem mit vollkommen von der Zentrale abhängigen Filialen.
Filialen arbeiten nach zentralen Arbeitsanweisungen und sind gleichartig organisiert, ihre Betriebs- und Geschäftsausstattung (Büromaschinen) ist uniform, sie verfügen über ein einheitliches Corporate Design. Filialen mit eigenen Kompetenzen müssen bei Entscheidungen über die Kompetenzgrenzen hinaus die Entscheidung in die Zentrale eskalieren. Bei Großbanken gibt es so genannte „Kopffilialen“, regionale Zentralfilialen, denen die in einer Region liegenden kleineren Filialen unterstellt sind.

### Auswirkungen des Filialnetzes
Aus der Filialkalkulation ergibt sich die Erkenntnis, ob es sich um „Einzugsfilialen“ oder „Kreditfilialen“ handelt, je nachdem, ob in einer Filiale das Einlagengeschäft oder das Kreditgeschäft dominiert. Danach gibt es „passivlastige“ (überwiegend Einlagen) oder „aktivlastige“ (überwiegend Ausleihungen)  Filialen. Dies ergibt sich aus der soziodemografischen Zusammensetzung der im Einzugsgebiet einer Bankfiliale lebenden Wohnbevölkerung.
Der filialbezogene Verrechnungsverkehr führt über die Zentrale. Da das Filialnetz durch Kundennähe auch tatsächlich Kundenverbindungen und Kundenkonten akquiriert, erhöht sich die Zahl der Bankkunden der gesamten Filialbank. Dadurch steigt die Möglichkeit der „internen Verrechnung“, weil im bargeldlosen Zahlungsverkehr die Wahrscheinlichkeit zunimmt, dass Zahlungspflichtiger und Zahlungsempfänger bei derselben Filialbank eine Kontoverbindung unterhalten. Durch diese „interne Verrechnung“ verringern sich bei der Zentrale die Liquiditätsabflüsse in andere Filialnetze. Hans-Dieter Deppe wies hierzu 1969 nach, dass sich das Ausmaß der „internen Verrechnung“ mit zunehmender Ausdehnung des Stellennetzes vergrößere, weil von jeder neuen Bankstelle ein positiver Effekt auf die Liquiditätsverhältnisse ausgehe. Dies trifft bankbetrieblich allerdings lediglich auf die „Einzugsfilialen“ zu.
Ein Filialbanknetz bedarf umfassender Steuerung durch Controlling, Filialkalkulation und Finanzplanung. Die über Filialen ausgeübte Parallelproduktion schafft zusätzliche Kapazitätskosten, die bei zentralisierter Organisation vermieden werden. Kundennähe ist heute nur dort noch notwendig, wo die Bankgeschäfte einer Beratung bedürfen. Großbanken und Regionalbanken sind typische Filialinstitute, Großbanken und Landesbanken unterhalten Filialen im Inland und gehören darüber hinaus zu den Banken mit internationalem Filialnetz. Insbesondere Filialbanken tragen zur Bankstellendichte in einem Land bei. Es besteht kein systematischer Zusammenhang zwischen Bankstellendichte und Rentabilität, ausgedrückt im Return on Equity.

## Filialbanken (Auswahl)

### Banken in Deutschland mit mehr als 50 Filialen
- Sparkassen
- Genossenschaftsbanken
- Postbank, 554 Filialen (Stand: 2023)[22]
- Deutsche Bank, 400 Filialen (Stand: 2024)[23]
- Commerzbank, 400 Filialen (Stand: 2024)[24]
- Targobank, 340 Filialen (Stand: 2024)[25]
- HypoVereinsbank, 311 Filialen (Stand: 2024)[26]
- Santander, 188 Filialen (Stand: 2024)[27]
- Oldenburgische Landesbank, 92 Filialen (Stand: 2024)[28]
- BBBank, 72 Filialen (Stand: 2024)[29]

### Filialbanken in der Schweiz
- Credit Suisse
- Migros Bank
- UBS